# 蘇夸萊納 (密西西比州)
蘇夸萊納（英語：Suqualena）是位於美國密西西比州勞德代爾縣的非建制地區。

## 歷史
蘇夸萊納的郵局於1851年設立，其後於1860年停運。

## 地理
蘇夸萊納所處的海拔為高於海平面121米（即397英呎），而該地所採用的時區為UTC-6，即北美中部時區（CST）。同時該地設有夏令時間，為UTC-6調快一小時，即UTC-5（CDT）。